# Goulburn (Marte)
Goulburn, también conocido como Goulburn Scour, es un afloramiento rocoso en la superficie de Aeolis Palus, entre el Peace Vallis y Aeolis Mons ("Mount Sharp"), en el cráter Gale en el planeta Marte. El rover Curiosity encontró el afloramiento tras aterrizar en Bradbury Landing el 6 de agosto de 2012 (primer sol de la misión) fue denominado con el mismo nombre que una serie de rocas que se encuentran en el norte de Canadá, de unos dos mil millones de años. Las coordenadas aproximadas son: 4°35′S 137°26′E / -4.59, 137.44.
El afloramiento muestra claramente una composición de conglomerado de grava, que contiene guijarros redondeados, lisos y erosionados. Escasos guijarros de unos pocos centímetros de ancho están incrustados dentro de una matriz de partículas redondeadas más finas, de hasta un centímetro de ancho. Se ha interpretado como sedimento fluvial, depositado por una corriente que fluía vigorosamente, con una altura que oscila entre los cinco centímetros y un metro. Esta corriente forma parte de un antiguo abanico aluvial que desciende desde el terreno empinado en el borde del cráter Gale a través de su suelo.

## Galería

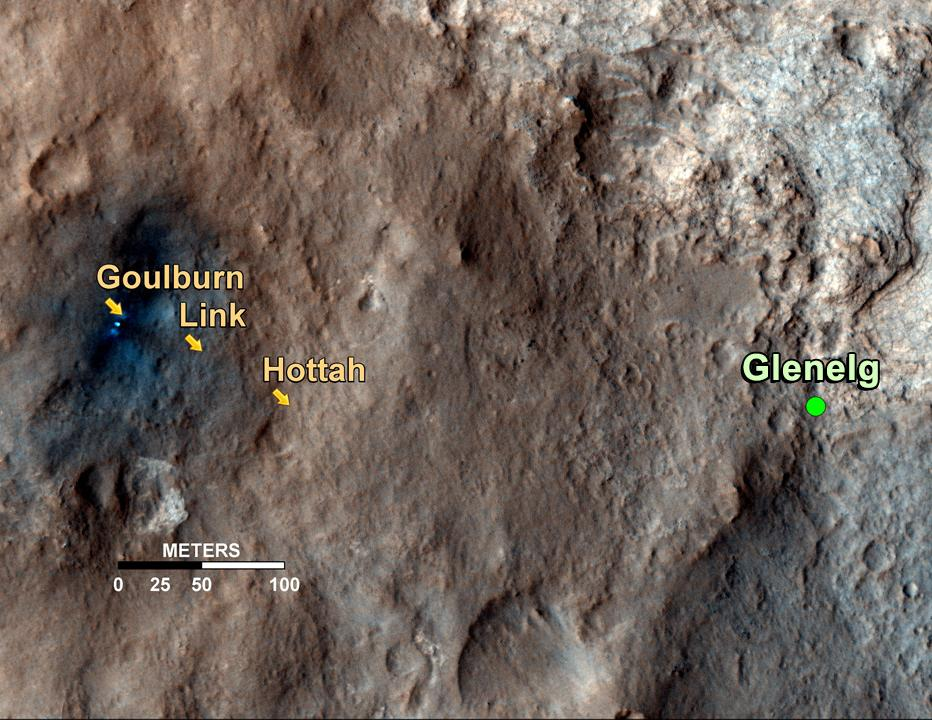
Los afloramientos rocosos "Goulburn", "Link" y "Hottah" se encuentran en el lecho de un antiguo cauce donde el agua fluyó con fuerza (17 de septiembre de 2012).
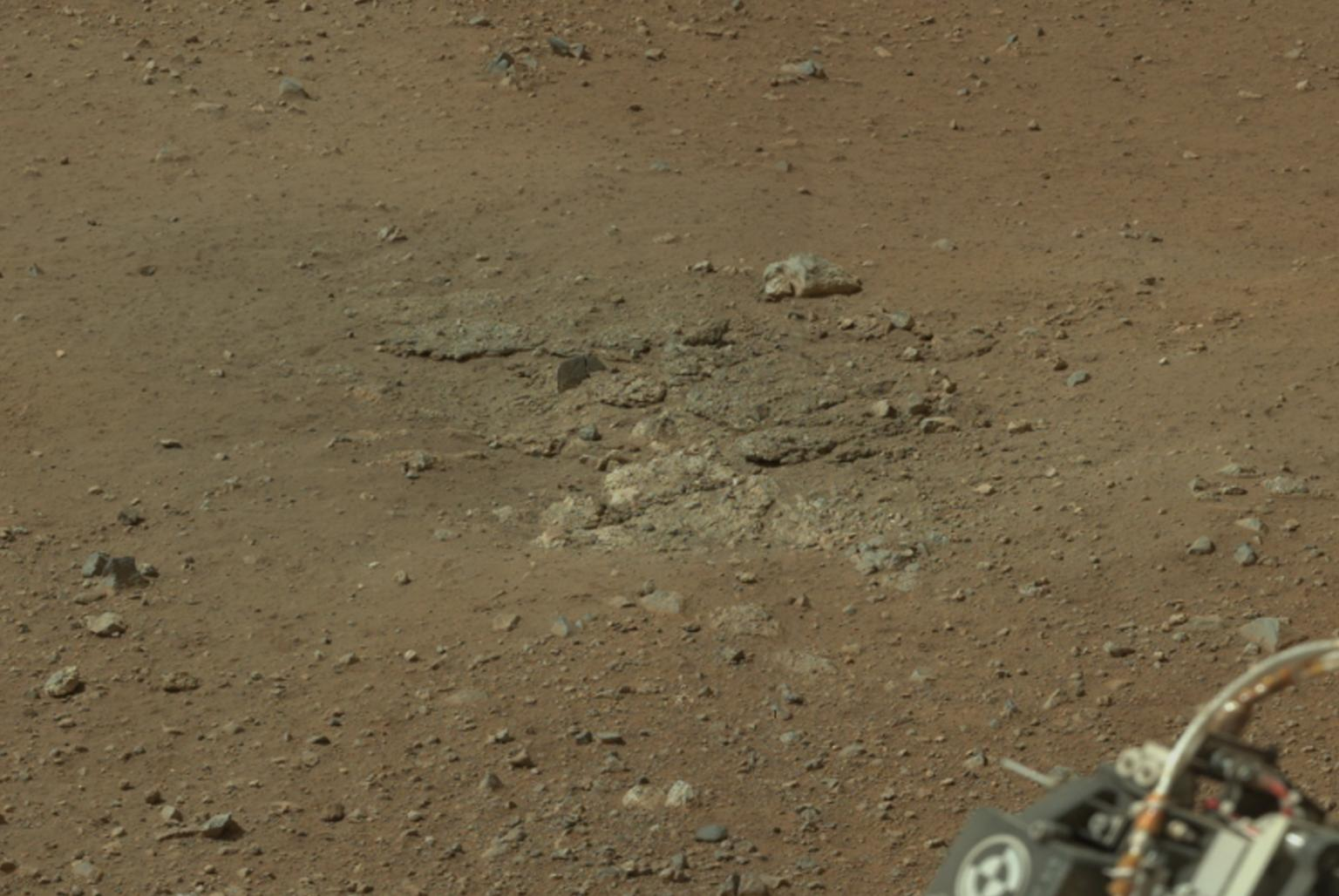
Afloramiento rocoso "Goulburn" en Marte - cerca del lugar de aterrizaje ("Bradbury Landing") del rover Curiosity (17 de agosto de 2012).
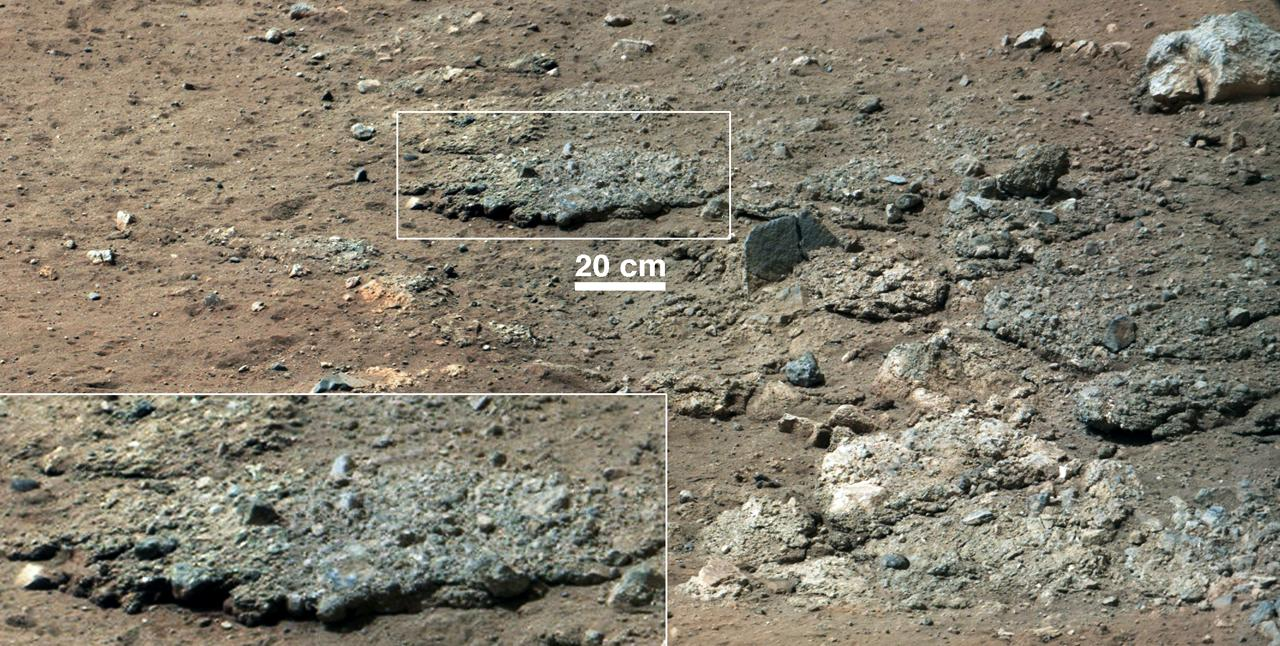
Afloramiento rocoso "Goulburn" en Marte, ubicado en un antiguo lecho rocoso,[1][2][3] visto por el rover Curiosity (17 de agosto de 2012).
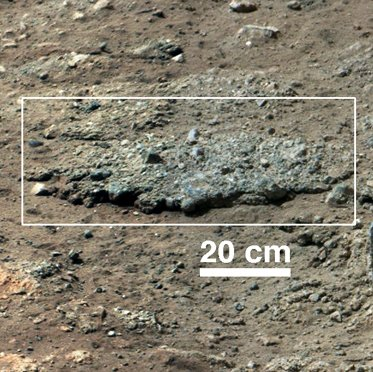
Afloramiento rocoso "Goulburn" en Marte - Primer plano (17 de agosto de 2012).